# Лудвигова капија
Лудвигова капија подигнута је на пешачком путу-степеништу из подграђа према Горњој тврђави Петроварадинске тврђаве, на улазу у потерну-тунел који пролази кроз Доњи и Горњи Лудвигов бастион. Ранији склоп овог дела комплекса састојао се од наткривеног степеништа и капије у оградном зиду смештеном уз наос цркве Св. Јурја, који је реконструкцијом педесетих година 20. века уклоњен, а прилазни пут, до тада израђен од дрвета, замењен трајнијим материјалом. 
Пролаз капије и тунел кроз Доњи Лудвигов бастион, грађен је од опеке старог формата. Други део тунела кроз Горњи Лудвигов бастион рађен је комбинацијом ломљеног камена и опеке. На овом делу тунела налази се улаз у подземне војне галерије Горње тврђаве које су обновљене и представљају туристичку атракцију. 
Фасада капије обликована је средином 18. века у барокно-класицистичком стилу, изведена у комбинацији опеке и камена квадера, са масивним пиластрима и завршним истакнутим вишеструко профилисаним венцем који носи троугаони тимпанон.